# Kvicksilverhorisont

Principskiss för mätning av en himlakropps höjd med en kvicksilverhorisont (grå) och sextant (gul). Horisontalplanet markeras av en blå linje.

En kvicksilverhorisont, även kallad artificiell horisont, är ett hjälpmedel som tidigare användes för att mäta en himlakropps altitud (α i figuren till höger) med hjälp av en sextant, oktant eller meridiancirkel då horisonten var skymd eller ej kunde urskiljas. Den består av en grund skål fylld med kvicksilver vilket ger en horisontell spegelyta. Genom att mäta synvinkeln mellan himlakroppen och dess spegelbild i kvicksilverytan (denna vinkel är dubbelt så stor som himlakroppens altitud, det vill säga 2α) och sedan halvera denna fås altituden.
Kvicksilverspegeln kommer dock lätt i dallring och skyddas därför mot vind av ett litet glastak.
Olja, som bomolja, som är mindre lättstörd än kvicksilver men å andra sidan ger en sämre spegelbild, användes ofta i stället för kvicksilver vid fältarbeten och på resor - en så kallad oljehorisont.
Kvicksilverhorisonten används också för inställning av en meridiancirkels zenitpunkt. Man ställer då kvicksilverspegeln under instrumentet, och justerar detta så att dess hårkors sammanfaller med spegelbilden av detsamma. Teleskopet är då riktat mot nadir, det vill säga 180° från zenit.
Det första användandet av en kvicksilverhorisont tillskrivs den engelske instrumentmakaren George Adams den äldre (cirka 1703-1773) som även introducerade glastaket cirka 1738.
Kaptenen Christopher George patenterade 1868 en variant där en glasskiva flöt ovanpå kvicksilvret (något som kaptenen John Ellis infört redan cirka 1748), vilket gjorde ytan stabilare, och där förvaringsbehållaren för kvicksilvret var förbunden med tråget meddelst ett ventilförsett rör.
Med införandet av bubbelsextanterna och gyrosextanterna under 1900-talet blev kvicksilverhorisonterna överflödiga.
I stället för giftigt kvicksilver kan man använda galinstan (en legering av gallium, indium och tenn) som har en smältpunkt på -19 °C.

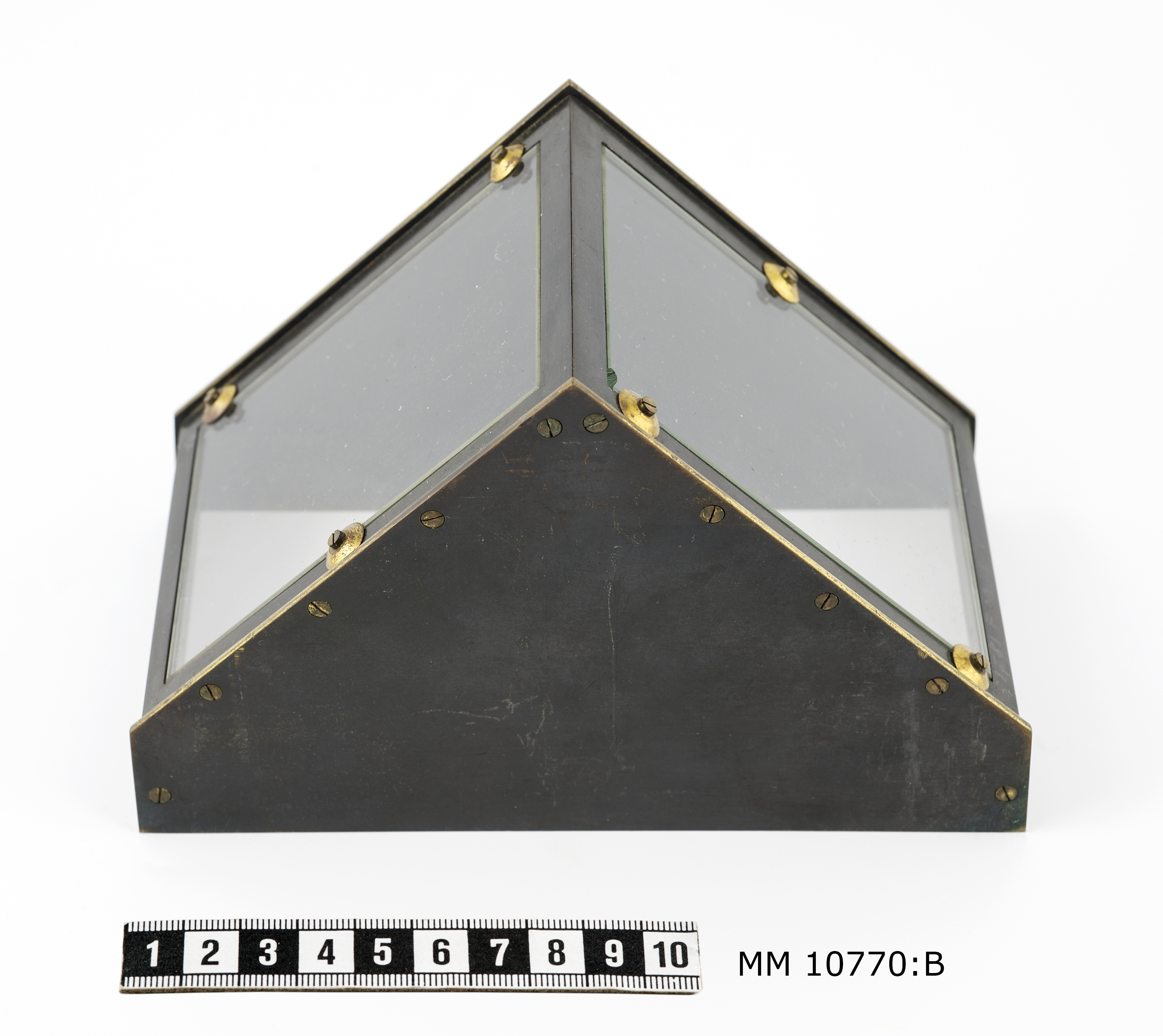
Tak till en horisont från cirka 1840.
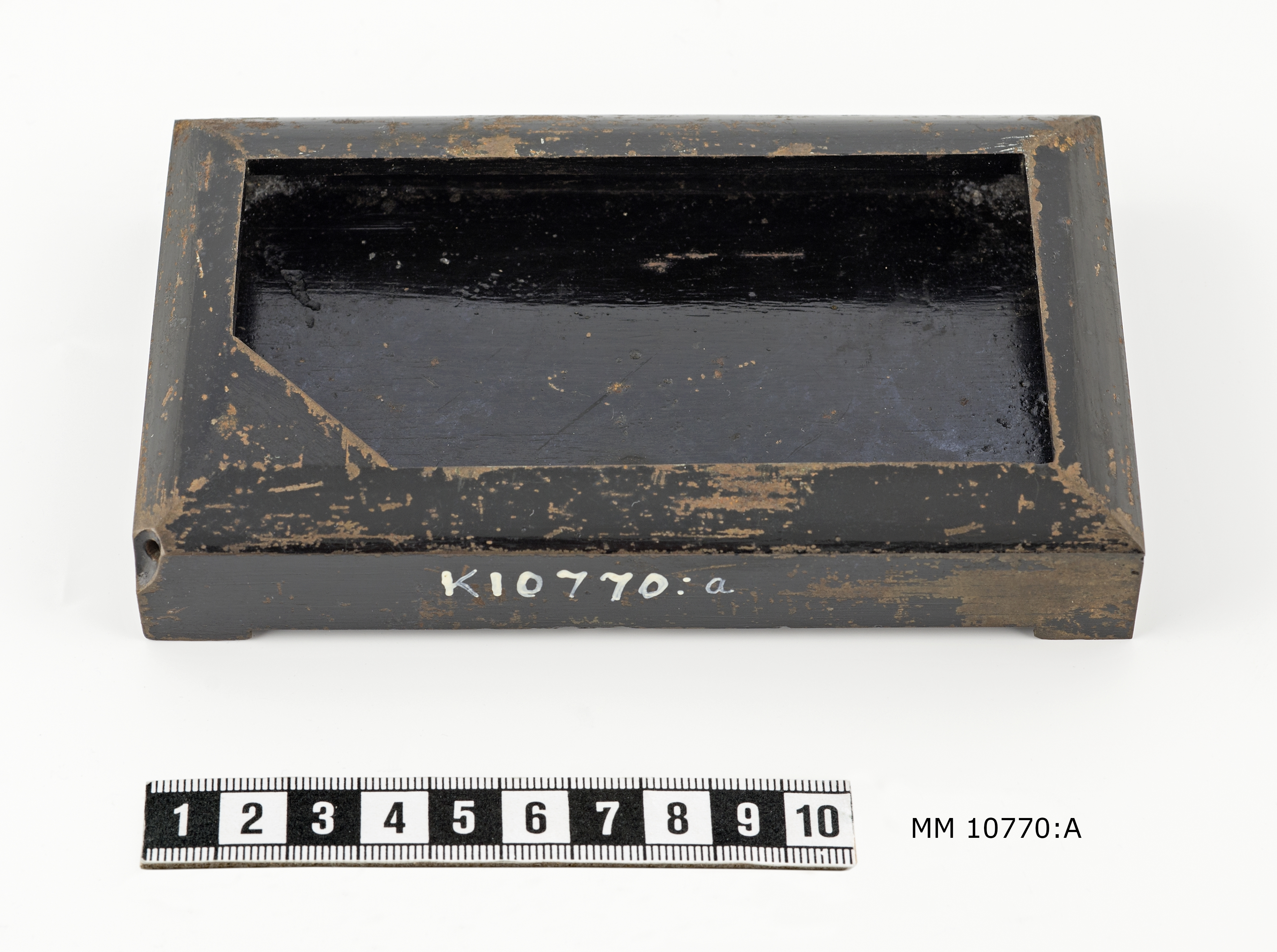
Tråg till en horisont från cirka 1840.  Trågets ena hörn är delvis täckt, men med en liten öppning, för att underlätta tillbakahällandet av kvicksilvret i flaskan utan att detta skvalpar ut.
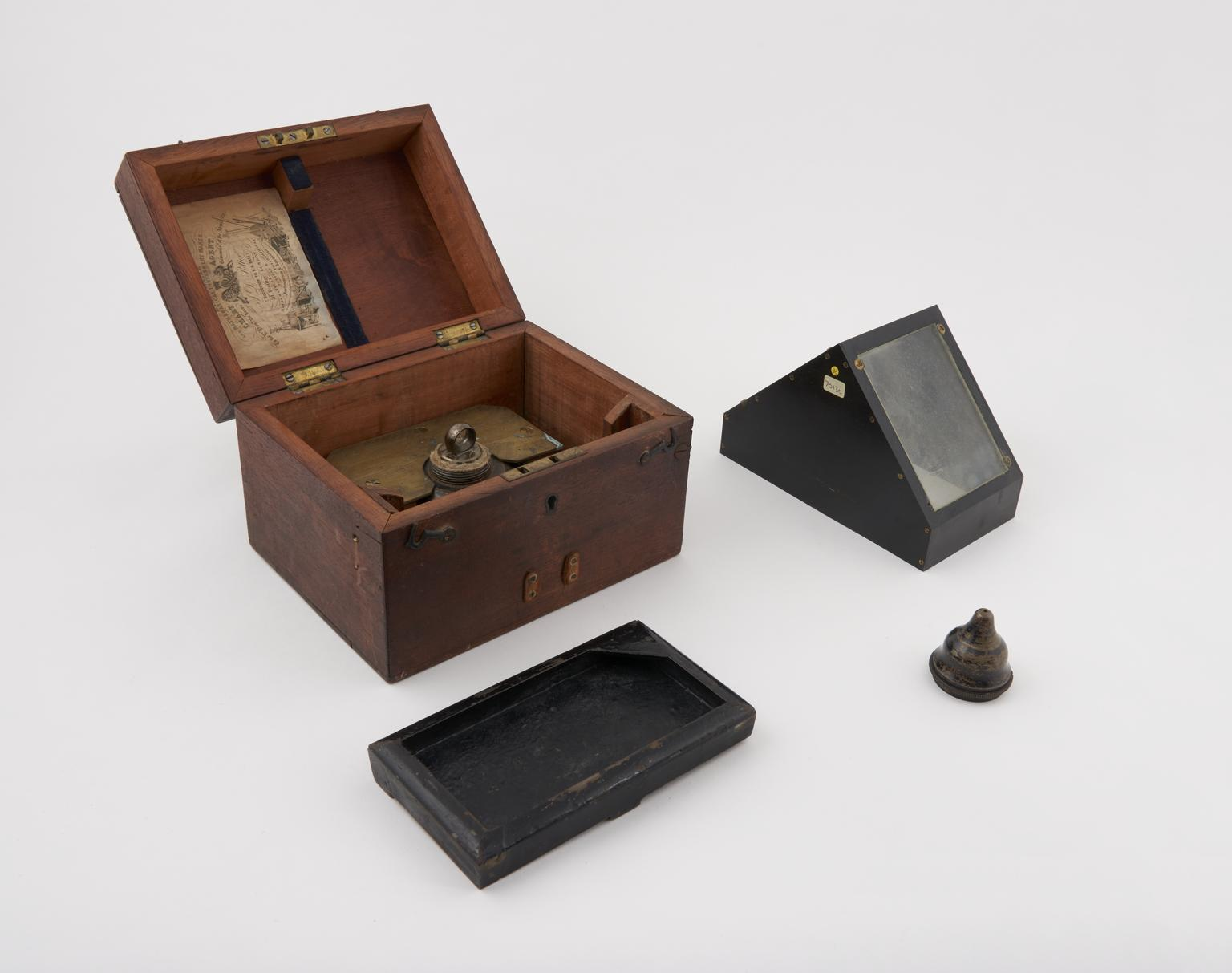
Kvicksilverhorisont med tråg, pip/tratt till kvicksilverflaskan (som skymtar i förvaringslådan) och glastak från 1860-talet.
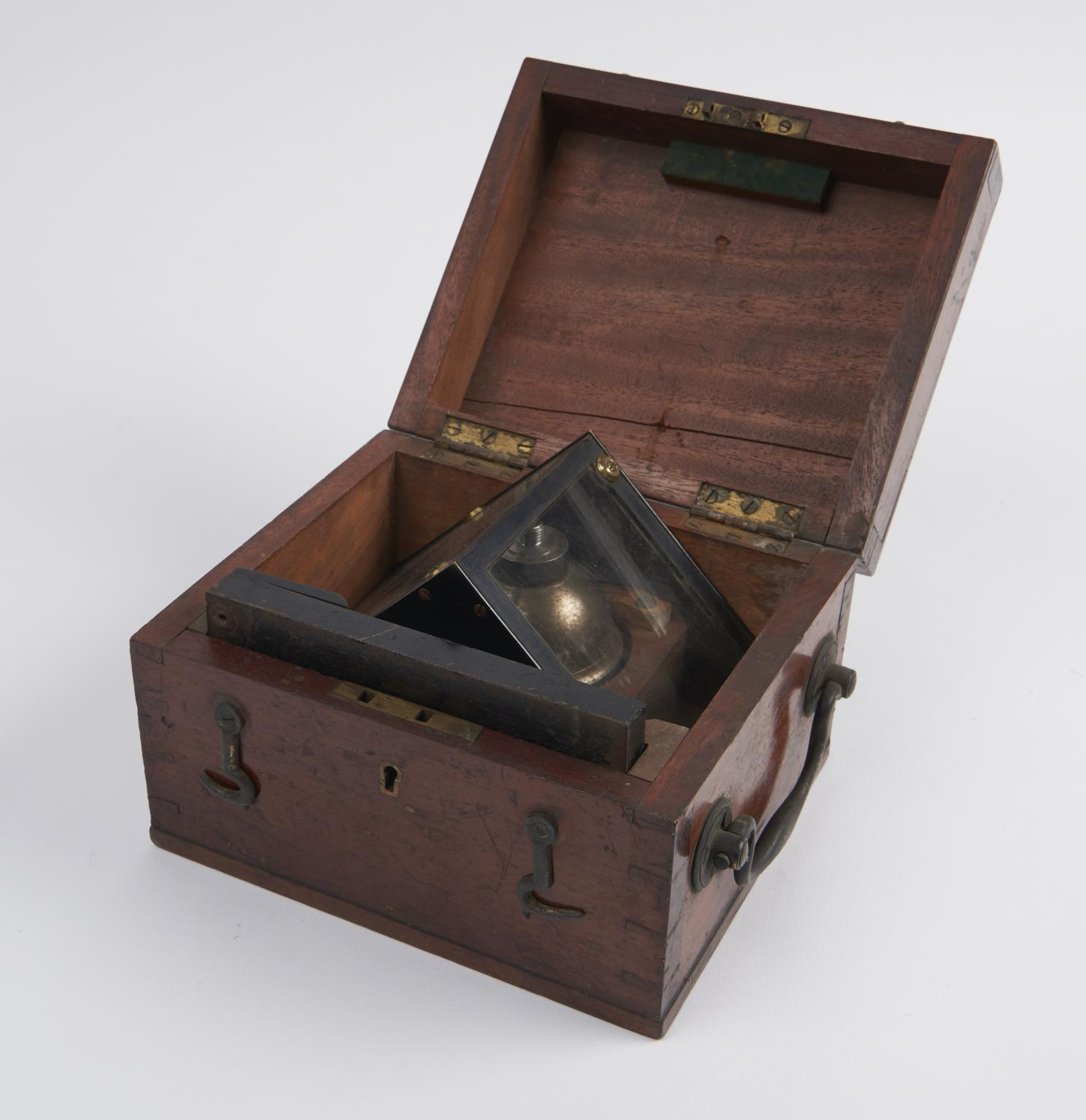
En kvicksilverhorisont från cirka 1860 i sin förvaringsbox.
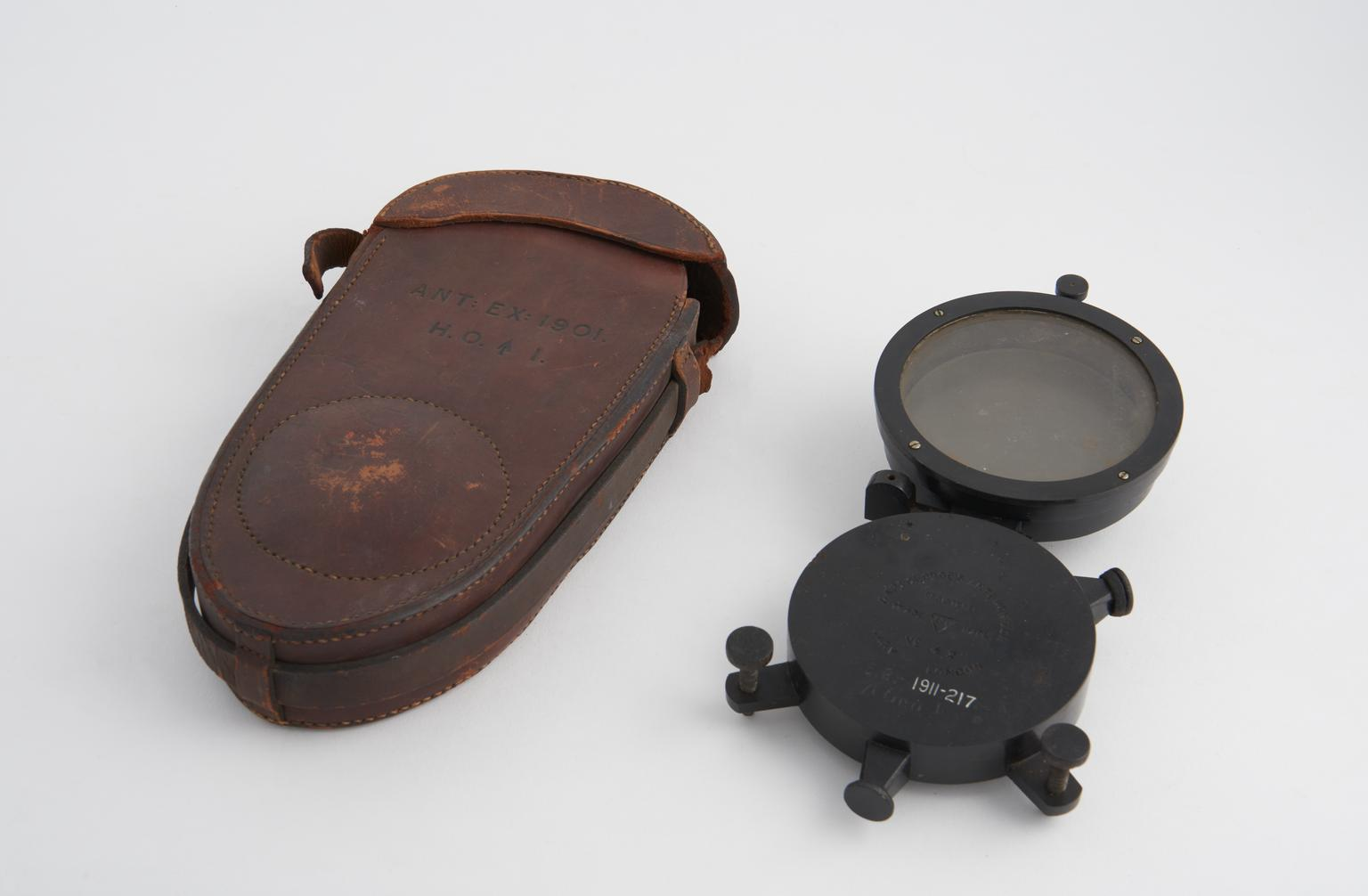
Rund kvicksilverhorisont av Christopher Georges modell använd vid Discovery-expeditionen 1901-1904. I den svarta hitre delen förvaras kvicksilvret när horisonten inte används.